# Groisy
Groisy település Franciaországban, Haute-Savoie megyében. Lakosainak száma 4044 fő (2022. január 1.). Groisy Charvonnex, Cruseilles, Menthonnex-en-Bornes, Villy-le-Bouveret, Villy-le-Pelloux és Fillière községekkel határos.

## Népesség
A település népességének változása:
| Lakosok száma | 3395 | 3498 | 3669 | 3629 | 3717 | 3900 | 3936 | 3990 | 4044 |
|               | 2013 | 2015 | 2016 | 2017 | 2018 | 2019 | 2020 | 2021 | 2022 |